# Munneurycope menziesi
Munneurycope menziesi là một loài chân đều trong họ Munnopsidae. Loài này được Wolff miêu tả khoa học năm 1962.